# Василий (Суражский)
Василий (Суражский), также — Острожский (настоящие имя — Василий Андреевич Малюшицкий или Малюшинский; не позднее середины 50-х годов XVI века — до 4 июня 1608 года) — западнорусский православный писатель-полемист, философ. Сподвижник Ивана Федорова.

## Биография
По происхождению галичанин, родился не позднее середины 50-х годов XVI века в с. Сураж Речи Посполитой (ныне Тернопольской области Украины).
Получил хорошее образование. В 1575—1581 гг. был уже на службе у князя Константина Острожского.
Как активный член Острожского литературно-научного кружка полемистов, принимал участие в издании в 1581 году знаменитой «Острожской Библии», первой полной Библии на церковнославянском языке, «Маргарит» Иоанна Златоуста (Острог, 1595); «Правила истиннаго живота христіанского» (Острог, 1598).
Был «строителем» (управителем) Острожского госпиталя (лечебницы), суражским старостой (в г. Сураже, недалеко от Острога). Есть основания предполагать, что в материалах «Антиризиса» (Вильно, 1600) про «пана Василя, старосту суражского й пана Вишенского» засвидетельствован факт знакомства и сотрудничества Василия Суражского с Иоанном Вишенским. Безусловным считается то, что трактат Василия Суражского «О єдиной истинной православной вѣрѣ…» произвёл большое влияние на Иоанна Вишенского.
Автор работ «О єдиной истинной православной вѣрѣ и о святой соборной апостолской церкви, откуду начало приняла и како повсюду распростреся» («Книжица в 6-ти разделах») (1588), «Маргарит» (1595), «Псалтирь съ Восследованіемъ» (1598).
В основу взглядов В. Суражского было положено типичное для острожских книжников-полемистов противопоставление Бога и мира, Бога и человека, опираясь на которое он стремился переосмыслить церковную идеологию, античные философские системы, сущностную связь «соизмеримости» Бога и церкви, Бога и церковной иерархии, Бога и социального порядка, представить Бога альтернативой, а не вершиной всякого порядка. Тем самым предполагалось покончить как с господством католической церкви, так и с господствующим положением православных иерархов в украинском обществе, попыткой последних утвердить свою власть благодаря союзу с католической церковью. В конце концов, это осуществлялось отрицанием авторитета церкви и церковной догмы, абсолютизации Библии, как единственного источника откровения, возможности спасения личной верой.
По традиции древнерусского периода под философией В. Суражский понимал умение мыслить, расшифровывать и объяснять содержание Святого Писания, проникать в суть концепций восточной патристики, а её задачу видел в защите и обосновании принятых и высказанных в православном учении истин.